# Ahmed Ben Salah

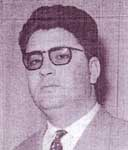
Ahmed Ben Salah

Ahmed Ben Salah (en árabe: أحمد بن صالح‎, Moknine, 13 de enero de 1926-16 de septiembre de 2020) fue un político y sindicalista tunecino.

## Biografía

### Juventud
Nació el 13 de enero de 1926 en Moknine, una ciudad en la costa del Sahel, situada entre Monastir y Mahdia, en una región que durante el camino a la independencia del país era conocida por el nacionalismo. Cursó la educación secundaria en el prestigioso Colegio Sadiki, en la ciudad de Túnez, y posteriormente en Francia en los años 40.
Una vez terminados sus estudios, comenzó su carrera en la acción política, siendo el presidente de la facción joven desturiana y en 1947 trabajando desde Francia para asegurar la conexión entre el partido nacionalista Néo-Destour y su líder Habib Burguiba (que se encontraba exiliado en El Cairo), y Moncef Bey (en residencia vigilada en Pau, Francia), y posteriormente en la acción sindical, formando parte de La Unión General Tunecina del Trabajo (UGTT) en 1948.
En los últimos años 40, la UGTT era miembro de la Federación Sindical Mundial, cuya sede se encontraba en Atenas, pero en 1951 pasó a formar parte de la Confederación Internacional de Organizaciones Sindicales Libres (CISL), que en el contexto internacional de guerra fría, servía a los nacionalistas tunecinos para ganar influencia y visibilidad para sus reivindicaciones.

### La dirección de UGTT como Secretario General
Ben Salah eligió hacer carrera sindical tras su vuelta de Francia en 1948, y ejerciendo como profesor de árabe en un instituto de Susa se inscribió en el sindicato de profesores. Con el apoyo del partido neo-desturiano, para el que trabajaba, fue ascendiendo en la carrera sindical. Además, el rol internacional que había adquirido Ben Salah a través de la CISL le permitió aumentar su popularidad en Túnez y fue elegido Secretario General de UGTT en 1954, poco después del asesinato de Farhat Hached, (fundador de UGTT y asesinado el 2 de diciembre de 1952). Solo habían pasado 18 meses del discurso de Cartago del 31 de julio de 1954 en el que el presidente francés Pierre Mendès reconocía el derecho tunecino a la autonomía interna.

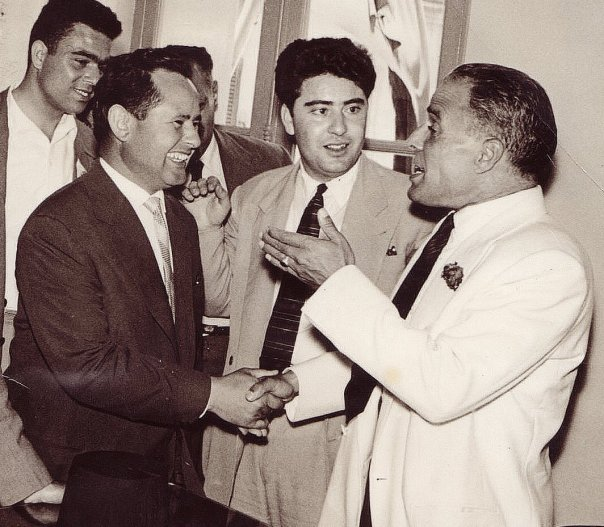
Ahmed Ben Salah (en el centro) junto a Habib Bourguiba

A lo largo de 1956, Ben Salah utilizó la fortaleza de UGTT en Túnez en ese momento para influenciar la política del partido, y reclamó la fusión orgánica de ambos organismos, basándose en que prácticamente todos los sindicalistas compañeros de Ferhat Hached que habían colaborado en la formación de UGTT provenían del Neo-Destur. Además, el interés particular de los trabajadores no era diferente al interés general de la nación, representado por el partido, a pesar de que Ben Salah no dudó en criticar a la élite política emergente de Túnez y al gobierno neo desturiano de Tahar Ben Ammar por servir a los intereses de la «gran burguesía». Con el objetivo de mantener la unidad, Habib Burguiba, que fue elegido presidente de la asamblea constituyente el 8 de abril de 1956, respondió que «las reivindicaciones de igualdad no debían transformarse en presión por parte de los desfavorecidos para empobrecer a los que tenían buena situación económica». 
La fuerte personalidad de Ben Salah hizo que el partido Neo Desturiano temiese perder el control sobre UGTT, o incluso que se crease un partido socialista de corte neodesturiano dentro de la unión sindical. Por ello, Burguiba se deshizo de Ben Salah fomentando una escisión dentro de la UGTT. En el congreso de septiembre de 1956, Habib Achour, que había sido brazo derecho de Ferhat Hached en Sfax y se encontraba en prisión cuando Ben Salah fue elegido Secretario General de UGTT entra en la Comisión Administrativa, y bajo su influencia algunas uniones regionales rechazan afiliarse a UGTT para agruparse en una unión rival, la Unión Tunecina del Trabajo. Achour había sido uno de los activistas alentados por Burghiba más críticos con la utilización que Ben Salah hacía del sindicato con objetivos políticos en lugar de materiales. El surgimiento de la unión sindical rival a UGTT provocó que el partido Neo- Desturiano presionase a UGTT para que destituyese a Ben Salah en diciembre de 1956, que fue sustituido por Ahmed Tlili. Poco tiempo después las dos nuevas ramas sindicales se fusionaron bajo el liderazgo de Ahmed Tlili y de Habib Achour.

### Acción Política: Figura clave en el gobierno de Habib Bourguiba
Apartado de UGTT, Ben Salah fue nombrado Ministro de Salud Pública y de Asuntos Sociales en 1958, cargo que detentó hasta 1961. 
Durante los primeros años de la independencia política de Túnez, el partido Neo-Destur se encargó de la administración y el país se convirtió en una república, pero los problemas económicos existentes no fueron abordados. Además, se produjo una degradación de la relación con Francia a raíz de la guerra de Argelia, y la negación de seguir la devaluación del franco francés en 1958, provocó la huida de capitales del país, y se llegó a una situación en la que se requería un cambio de orientación, puesto que la incertidumbre económica redujo la inversión exterior en el país. Por ello, y tras constatar en 1960 la caída de las inversiones y la huida de capitales, y la caída del entusiasmo popular derivado de la independencia, Habib Burguiba, tras cambiar en tres ocasiones de ministro de Economía en un periodo de 4 años, decide optar por la planificación y el socialismo, nombrando a Ben Salah también Ministro de Economía y Secretario de Estado del Plan y de las Finanzas en 1961, cargo que ocupa hasta 1969.

### La experiencia socialista en Túnez
Una vez parte del establishment político Neo Desturiano, Ben Salah volvió a los preceptos del informe económico que él mismo presentó en el sexto congreso de UGTT en 1956, y preparó un plan decenal para el periodo 1962-1971, que fue acompañado de un pre-plan trienal como base de una planificación coherente y sistemática y uno cuatrienal de corto plazo, con el objetivo de poner en funcionamiento nuevas estructuras económicas y sociales en Túnez. 

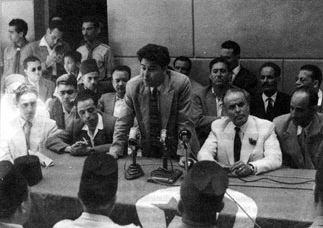
Ahmed Ben Salah junto a Habib Burguiba en un mitin en el año 1963

Las llamadas “Perspectivas decenales” afirmaban en su preámbulo que Túnez optaba por el socialismo, y expresaban como objetivo la “descolonización de la economía nacional” mediante la integración del sector colonial y la “tunificación” de enclaves extranjeros residuales en la economía.
No cuestionaba, sin embargo, la existencia de un sector capitalista privado, sino que preveía la coexistencia de tres sectores: el sector cooperativo, el sector público y el sector privado, y el objetivo era que los organismos estatales influenciasen y coordinasen la política económica del país, para que tuviese un impacto sobre el sector privado, que en último término se vería reducido progresivamente. La meta final era la movilización sistemática y estructurada de la ayuda internacional a Túnez, la planificación del desarrollo con proyectos concretos y cifras de producción para reducir la desigualdad de la renta que caracterizaba a la estructura tunecina del momento, y asegurar la autosuficiencia de la economía tunecina para lo cual el plan restringía las inversiones exteriores netas al 50% del total.
La estrategia de Ben Salah se extendió a otros ámbitos de la administración, incluyendo la Secretaría de Estado de Finanzas desde 1961, el Ministerio de Educación desde 1967 y a una parte importante de las competencias administrativas sobre el sector agrícola. Son de hecho sobre estas últimas, sobre las que Ben Salah introduce los cambios más importantes, puesto que en 1962 toma la decisión de crear cooperativas de producción, cada una de las cuales agrupaba a un número determinado de agricultores. 
En un discurso pronunciado en Kairouan el 27 de abril de 1964, Burguiba anunció su intención de confiscar todas las tierras que aún perteneciesen a extranjeros, incumpliendo  un acuerdo previo del 2 de marzo de 1963 en el que el gobierno tunecino se comprometía a recomprar por etapas los bienes de los agricultores franceses a un precio casi simbólico de cien francos la hectárea. El incumplimiento de dicho acuerdo deteriora aún más las relaciones franco-tunecinas. A pesar de las manifestaciones francesas que siguieron a dicho anuncio, la ley de nacionalización fue votada por la asamblea dos semanas más tarde. Como represalia, se suprimió inmediatamente la ayuda francesa acordada a Túnez, que se elevaba a 21 millardos en 1964, y se eliminaron las ventajas arancelarias de que se beneficiaban ciertos productos clave en las exportaciones tunecinas hacia Francia.
En 1964 también tuvo lugar el congreso de Bizerta, en el que el partido único tunecino, que hasta el momento se llamaba de Neo-Destour, fue rebautizado como Partido Socialista Desturiano. Después del Congreso de Bizerta, el dirigismo del Estado organizado por Ben Salah, se extendió por el resto de la economía tunecina. Así, se llevó a cabo un rígido control de las inversiones y del comercio exterior, que aumentó la incertidumbre de los pequeños empresarios. Además, se instauraron cooperativas en sectores económicos distintos a la agricultura, como el comercio y el artesanado. También se crearon o ampliaron empresas públicas en el sector industrial con capital exterior.
Fue el sector agrícola el que sufrió con más intensidad la injerencia del Estado. En una sociedad donde la posesión de la tierra confería un enorme prestigio a su dueño, la colectivización tocaba la base de una tradición muy arraigada en el modo de producción de los agricultores tunecinos. Tras la recuperación de las tierras colonizadas y la instalación de un gran número de cooperativas en tierras hasta el momento administradas por el Estado, los pequeños agricultores fueron los primeros que comenzaron a organizarse en cooperativas.
Sin embargo, la mecanización intensiva en la agricultura agravó la situación de los agricultores sin tierras en propiedad, y por otro lado, la ineficiente gestión burocrática de las cooperativas tampoco satisfacía a los agricultores que formaban parte de las mismas, puesto que en ocasiones se producían retrasos en el pago de los salarios. El único grupo que parecía sacar partido del nuevo sistema socialista fueron los burócratas, que gracias a la planificación pudieron extender su base económica.
El conflicto entre la clase burguesa, pequeños agricultores, y los burócratas explotó cuando la instauración de cooperativas se extendió también a medianos y grandes propietarios que vivían en las ciudades, sobre todo en Sfax, Susa y Túnez, y para quienes el excedente producido por sus obreros agrícolas era la base de su estatus social .
El descontento de la población se extendió a otros sectores a medida que el plan decenal se aplicaba, ya que las empresas públicas eran mal gestionadas, poco competitivas y deficitarias  y en 1968 todo el sector comercial e industrial se vio afectado. La tensión social se puso de manifiesto en episodios de violencia callejera, como el de 1969 en Ouerdanin, donde una docena de manifestantes murieron a causa de confrontaciones con las fuerzas de la ley y el orden. Todos los sectores productivos  se unieron en oposición al régimen de Ben Salah, que también perdió el apoyo de los agricultores sin tierras, en un contexto en el que el país se encontraba en 1968 al borde de la bancarrota, con una deuda externa que se había más que duplicado en cuatro años.

### Caída y Exilio. Consecuencias de la experiencia socialista en Túnez: La acentuación de las oposiciones de clase
El fracaso  del sistema basado en cooperativas provocó la rápida caída de la actividad pública y política de Ben Salah. En 1969 el presidente anunció el fin de la «experiencia socialista», y  el 6 de septiembre del mismo año Ben Salah fue cesado de sus funciones ministeriales (en ese momento acumulaba los puestos de Ministro de Economía, de Finanzas, de Agricultura y de Educación), excluido del partido socialista desturiano, y cesado de su mandato de diputado. Además, fue acusado de haber abusado de la confianza del presidente y de haberse beneficiado del mal estado de salud de este último durante los dos años anteriores, y es juzgado ante la Cámara Alta y en 1970 condenado a 10 años de trabajos forzosos por «alta traición, falta de confianza en el presidente, irregularidades administrativas y financieras, falseamiento de estadísticas y manipulación política con el objetivo de alcanzar el poder».
Para reemplazar a Ben Salah como ministro de Economía, Burghiba nombró a Hédi Nuira, antiguo ministro de Finanzas tras la independencia que se encontraba casi retirado, que ocupaba el cargo de gobernador de la Banca Central y que había sido desde el inicio crítico contra la política económica de Ben Salah. Nuira comenzó una vuelta a la política económica liberal y a la ley del mercado, que él denominó «ley de la verdad». La desregulación de los sectores económicos restableció los circuitos comerciales tradicionales, aunque las importaciones del exterior continuaron siendo vigiladas con el objetivo de conseguir un equilibrio de balanza exterior. 
En el sector agrícola, la gran parte de las cooperativas fueron disueltas y las tierras se devolvieron a sus antiguos propietarios desde 1972, denominándose a este proceso «decolectivización». Sin embargo los pequeños agricultores fueron los principales perdedores de la experiencia socialista, ya que por un lado, se vieron forzados a integrarse en cooperativas creadas para y por la burocracia, que provenía de la pequeña burguesía,  y por otro lado se vieron especialmente afectados por la «gran reforma agraria» tras la experiencia de Ben Salah, en la que se expropió a los pequeños agricultores (fellahs) a beneficio de la gran burguesía terrateniente. Esto ocurrió ya que al integrarse en cooperativas, los pequeños agricultores habían vendido sus medios de producción(vacas, arados…), y al llegar la reprivatización, se les devolvió la tierra, pero como ya no tenían medios de producción ni fondos para invertir en semillas o grano, la mayoría se vieron obligados a endeudarse, y finalmente, a vender sus tierras a los grandes terratenientes con quienes se endeudaron y para quien empezaron a trabajar como obreros agrícolas (khammès) en las que habían sido sus tierras. La alternativa fue emigrar a las grandes ciudades, hecho que se aceleró debido a la mecanización de la producción agrícola, la cual empezó a ser rentable en terrenos cultivables cada vez más grandes, y esta mecanización les hizo redundantes. Una de las consecuencias de la política cooperativista de Ben Salah fue, por tanto, la polarización de la estructura de clases en Túnez.
Ben Salah consiguió escapar de la prisión en Túnez en 1983 y viajó a Argelia, donde se le concedió asilo político. Sin embargo,su  actividad política continuó en el exilio, y fundó el Movimiento de la Unidad Popular. En mayo del año 1988, un año después del cambio de régimen que alzó en el poder al nuevo presidente en Túnez, Zine el- Abidine Ben Ali, Ben Salah recibió perdón y pudo volver a su país de origen tras 15 años de exilio.
En 1989 Ben Salah solicitó legalizar su partido, el Partido de la Unidad Popular, pero fue ignorado, y en 1990 se vio de nuevo obligado a exiliarse, no siendo hasta el año 2000 cuando pudo volver a Túnez definitivamente.
En febrero de 2011, tras la explosión de la revolución tunecina, se antepuso una nueva demanda de legalización del partido, y en marzo del mismo año, el partido al que pertenecía y en el que ocupaba el cargo de Secretario General, pudo finalmente obtener autorización para operar y Ben Salah es nombrado presidente del partido.

## Condecoraciones
En enero de 2013, recibió la medalla del presidente de la República de Argelia por su contribución y apoyo en favor de la guerra de liberación del pueblo argelino.

## Publicaciones
- Pour rétablir la verité: réformes et développement en Tunisie, 1961- 1969, Tunis, Cérès, 2008, 250p. (ISBN 978-9973-19-726-9)